# Linaria ricardoi
Linaria ricardoi é uma espécie de planta com flor pertencente à família Scrophulariaceae. 
A autoridade científica da espécie é Cout., tendo sido publicada em Bol. Soc. Brot. 22: 131 (1906).

## Portugal
Trata-se de uma espécie presente no território português, nomeadamente em Portugal Continental.
Em termos de naturalidade é endémica da região atrás referida, sõ existindo nos concelhos de Serpa, Ferreira do Alentejo, Beja e Cuba.

## Protecção
Encontra-se protegida por legislação portuguesa ou da Comunidade Europeia, nomeadamente pelo Anexo II (espécie prioritária) e IV da Directiva Habitats e pelo Anexo I da Convenção sobre a Vida Selvagem e os Habitats Naturais na Europa.